# Vertetics István
Vertetics István (Budapest, 1952. május 10. – Zalaegerszeg, 2018. május 11.) válogatott magyar kosárlabdázó, edző.

## Pályafutása

### Játékosként
1970 és 1976 között a BKV Előre kosárlabdázója volt. 1977 és 1981 között a Ganz-Mávagban játszott, ahol három bajnoki ezüst- és egy bronzérmet szerzett. 1979-ben három alkalommal szerepelt a magyar válogatottban.

### Edzőként
1982 és 1989 között a Szekszárdi Dózsa, 1990 és 1993 között Pécsi VSK női csapatának vezetőedzője volt. 1991–92-ben a pécsi csapattal bajnokságot nyert és 1991-ben az év női kosárlabdaedzőjének választották. Edzőként dolgozott még Sopronban, Diósgyőrben, Pakson és Zalaegerszegen.

## Sikerei, díjai

### Játékosként
Ganz-Mávag
- Magyar bajnokság
  - 2. (3): 1977, 1978, 1980–81
  - 3.: 1981–82
- Magyar kupa (MNK)
  - döntős: 1977, 1981
  - 3.: 1978

### Edzőként
- az év női kosárlabdaedzője (1991)

 Pécsi VSK
- Magyar bajnokság
  - bajnok: 1991–92